# Erlöserkirche (Alt Garge)

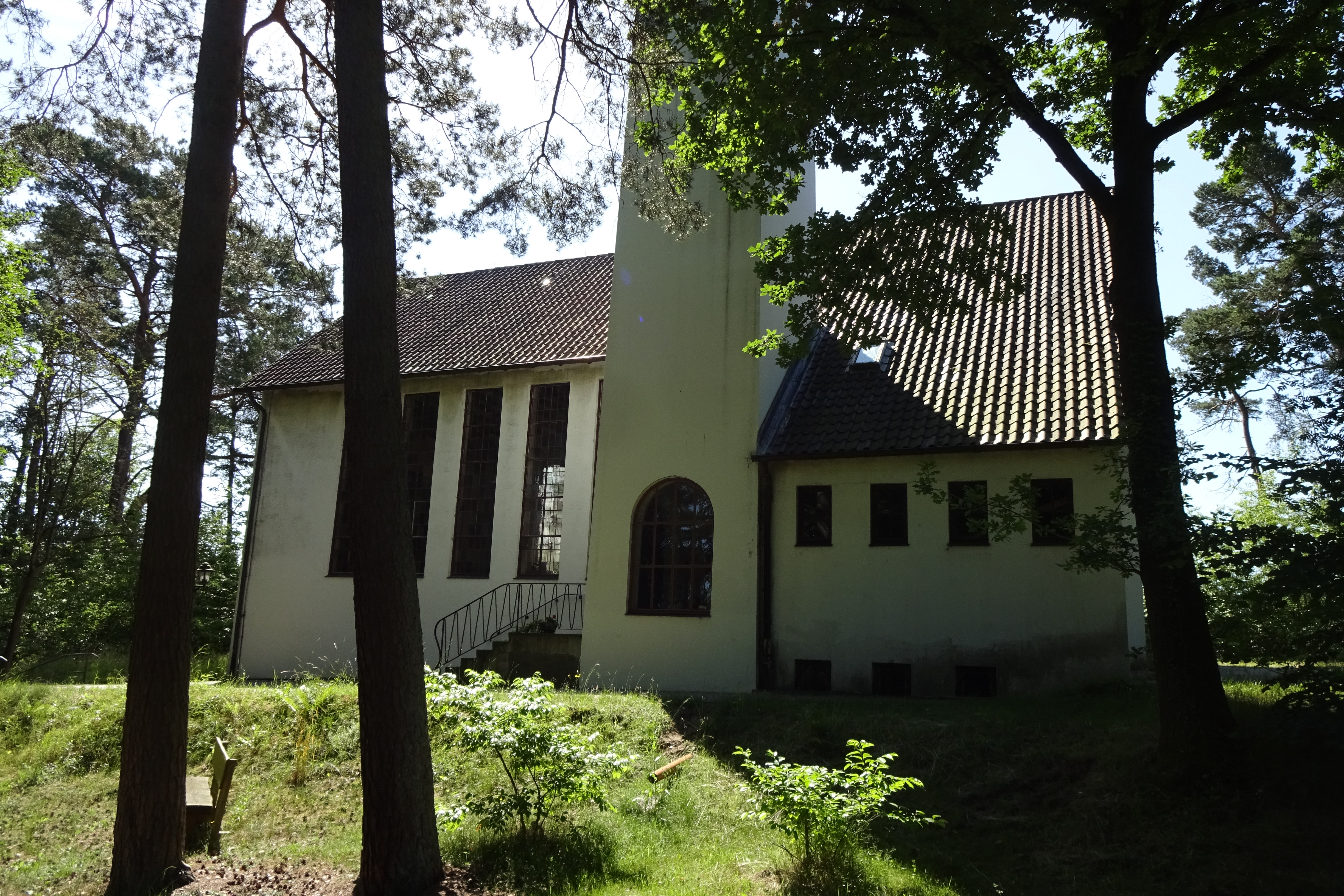
Kirche in Alt Garge

Die evangelisch-lutherische  Erlöserkirche steht im Ortsteil Alt Garge der niedersächsischen Stadt Bleckede im Landkreis Lüneburg. Bekannt ist die Kirche für ihren Verkündigungsaltar des Künstlers Otto Flath.

## Geschichte
Die Kirche wurde nach einem Entwurf des Lüneburger Architekten Hans Rack auf einem Hügel am nordwestlichen Ortsrand errichtet und am 2. Dezember 1957 vom Landesbischof Hanns Lilje eingeweiht. Sie wurde gebaut, um den Verkündigungsaltar ausstellen zu können, den die Ortsgemeinde angekauft hatte. Mittel zum Bau des Gebäudes stammten aus Erträgen des Kraftwerks Alt Garge.
Während das Gebäude zur Erbauungszeit frei auf dem Gelände stand und sogar vom anderen Elbufer aus sichtbar war, wird es im 21. Jahrhundert zu großen Teilen von hohen Bäumen verdeckt. Mitte der 2010er-Jahre befand sich das schlecht einsehbare Gebäude in einem wenig ansehnlichen Zustand.
Neben dem dauerhaft ausgestellten Verkündigungsaltar werden in der Kirche hin und wieder weitere Werke von Otto Flath gezeigt, die von der Bad Segeberger Flathstiftung ausgeliehen werden.

## Architektur
Das schlichte Gebäude zitiert in Anlehnung an das Kraftwerk Alt Garge eine Fabrikhalle und gliedert sich in ein Kirchenschiff mit Satteldach und einen an der nördlichen Längsseite anschließenden Kirchturm mit Kreuzbekrönung. Der rechteckige Saalbau wurde aus Porenbetonstein errichtet und weiß verputzt.
Die Längsseiten sind mit hohen rechteckigen Fenstern ausgestattet, wodurch der modern gestaltete Innenraum mit Holzbalkendecke auffallend hell wirkt. Die Kirche ist nicht mit Bänken, sondern mit Holzstühlen ausgestattet, die auf den freistehenden Altar und den Verkündigungsaltar ausgerichtet sind. Der Verkündigungsaltar steht hinter dem Altar an der Außenwand des Kirchenschiffs.

## Ausstattung

### Verkündigungsaltar
Die Kirche ist mit einem bemerkenswerten Altaraufsatz ausgestattet, der von Otto Flath in den Jahren 1955 bis 1957 geschaffen wurde. Der Verkündigungsaltar zählt zu den bedeutendsten und mit einer Höhe von fünf und einer Breite von sechs Metern auch zu den größten Werken des Künstlers. Insgesamt wurden acht Lindenstämme verwendet, wobei nur die sieben aufrecht stehenden Stämme direkt sichtbar sind. Sämtliche Figuren und Szenen sind plastisch in die Stämme geschnitzt und sind in drei Register gegliedert. Die untere Ebene widmet sich dem Alten Testament, die mittlere dem Neuen Testament und die obere mit Szenen aus der Offenbarung des Johannes der Zukunft. Die Gestaltung des Altars scheint vorreformatorische Schnitzaltäre zu zitieren.
Ursprünglich bezeichnete die Gemeinde den Altar als Dreifaltigkeitsaltar, man entschied sich jedoch später den Titel Verkündigungsaltar zu nutzen, um die Verkündigung des christlichen Glaubens in seiner ganzen Breite und Intensität an die Menschheit zu betonen.

### Weitere Ausstattungsstücke
Die Kirche ist mit einem Altarleuchter, einem Kreuz und einer Taufschale ausgestattet, die von Herbert Zeitner geschaffen wurden. Die Orgel wurde im Jahr 1974 von dem Orgelbauer Klaus Becker gebaut. Die Kirche besitzt drei Läuteglocken aus Bronze, die von der Glocken- und Kunstgießerei Rincker gegossen wurden.